# Milutin Cihlar Nehajev
Milutin Cihlar Nehajev (Senj, 25. studenoga 1880. – Zagreb, 7. travnja 1931.), bio je hrvatski književnik (novelist, romanopisac, dramatičar, prevoditelj, publicist, esejist, kritičar), novinar, svestrano obrazovan intelektualac. Napisao brojne studije i oglede o hrvatskim političkim ljudima i istaknutim hrvatskim i ostalim europskim književnicima. Jedan je od prvih hrvatskih kazališnih i glazbenih kritičara.

## Životopis
Milutin Cihlar rodio se u Senju 1880. godine u doseljeničkoj češkoj obitelji, od oca Sebalda Cihlara, gorljiva panslavena, tajnika trgovačke i obrtničke komore u Senju, i majke Ludmile Milice rođene Polić. Otac je prijateljevao sa Šenoom u Pragu te je na njegov poticaj 1865. doselio u Kraljevicu. 
Cihlar je bio rođak s Jankom Polićem po ženskoj liniji. Osim što su bili povezani rodbinski, bili su povezani i prijateljstvom, a šira obiteljska atmosfera bila je slična, usporedivši romane Isušena kaljuža i Bijeg. Pučku školu i gimnaziju do šestog razreda pohađao je u Senju a završio u Zagrebu. Studirao je kemiju u Beču. Doktorirao je filozofiju 1903. godine u Beču. Radio je kao profesor u Zadru, gdje je 1905. godine pokrenuo list Lovor, a zatim u uredništvu časopisa Obzor u Zagrebu (1905.) i Balkan u Trstu (1907.). Kao novinar radio je u Jutarnjem listu, Obzoru i Agramer Tagblattu, a bio je i dopisnik iz Pariza, Beograda i Praga. Godine 1909. bio je asistent zemaljskog agrikulturnog zavoda u Križevcima. Godine 1912. vjenčao se s Paulom rođenom Vuksan (Zagreb, 1. lipnja 1891. – Zagreb, 13. lipnja 1965.) i imali su troje djece: Nedu, Zvonimira i Milutina. Smatrao je da djeca sama trebaju izabrati svoja imena, pa im je dao nadimke po rođenju, a poslije su djeca sama izabrala ime.  Godine 1926. bio je izabran za predsjednika Društva hrvatskih književnika.

## Književno stvaralaštvo
Jedan je od najznačajnih predstavnika književnosti hrvatske moderne. Pisao je romane, pripovijesti, novele te drame (Život, Spasitelj, Klupa na mjesečini) od kojih su dvije drame, Prielom i Svijećica, izvedene 1898. godine u Hrvatskom narodnom kazalištu.
U mladosti je pisao pjesme i već sa šesnaest godina napisao je odu Senju gradu završavajući je sa stihovima: "Dok god bude Nehaja i Senja, Vijat će se u njem stieg hrvatski!" 
Veliki uspjeh postigao je novelama sakupljenim u zbirci Veliki grad u kojima fiksira moderne dekadentne intelektualce koji ne nalaze smisla u životu, nego se pasivno prepuštaju snatrenjima i lamentacijama. 
Povijesnoj tematici okrenuo se u romanu Vuci u kojem je interpretirao događaje iz hrvatske prošlosti i dao psihološki portret kneza krčkoga, senjskog i modruškog Krste Frankopana, a napisao ga je u spomen 400. obljetnice njegove smrti. Roman je najzanimljiviji s književnoteorijskoga gledišta jer se upravo u njemu rastače šenoinska struktura povijesnoga romana i nagovještava dvadesetostoljetni tzv. novopovijesni roman.
Njegov roman Bijeg karakterizira izrazita defabularizacija i pripovijedanje u tri tipa narativnog diskurza. Često ga izdvajaju kao najbolji roman hrvatske moderne.
Također pisao je i studije i oglede o hrvatskim političkim ljudima, hrvatskim književnicima i o istaknutim europskim književnicima.

## Djela
- Djela Milutina Nehajeva, Zagreb, 1900.
- Poraz i slavlje,[nedostaje izvor]
- Über den synthetischen Isopropylacetaldehyd und seine kondensationsprodukte, 1903.
- Bieg / M. Nehajev, Društvo hrvatskih književnika, Zagreb, 1909. (2. izd., 1917.) (Bieg: povijest jednog našeg čovjeka)
- Studija o Hamletu / Milutin Nehajev, Zagreb, 1915.
- Veliki grad: novele / M. Nehajev, Izdanje Matice hrvatske, Zagreb, 1919.
- Vuci: o četiristotoj obljetnici smrti Krste Frankopana, kneza Krčkog, Senjskog i Modruškog: 27. IX. 1527 - 27. IX. 1927 / M. Nehajev, Matica hrvatska, Zagreb, 1928.
- Esej o Vladimiru Mažuraniću / napisao M. Cihlar-Nehajev, Tisak Zaklade tiskare Narodnih novina, Zagreb, 1929. (posebni otisak, Hrvatska revija, god. 1928. – 29.)
- O stogodišnjici hrvatskoga preporoda: (1830-1930), Pramatica nakladno k.d. Petar Kvaternik i drugovi, Zagreb, 1931.

### Posmrtno
- Rakovica: o 60. godišnjici smrti Eugena Kvaternika, Zagreb, 1932. (priredio dr. Blaž Jurišić)
- Knjiga eseja / Milutin Nehajev, Matica hrvatska, Zagreb, 1936.
- Zeleno more ; Kvaternik i Starčević: [ulomak iz "Rakovice"] / Milutin Cihlar Nehajev, Mala knjižnica Biblioteke lijepe knjige, kolo 1, br. 6, Be-l-ka, Zagreb, 1941.
- Djela Milutina Nehajeva, 1-8, Zagreb, 1944., 9-13, Zagreb, 1945. (urednik Mirko Matijević)
- Političke silhuete / Milutin Nehajev, Hrvatski izdavalački bibliografski zavod, Zagreb, 1945.
- Milutin Nehajev, Matica hrvatska, Pet stoljeća hrvatske književnosti, knj. 81., 82., Zagreb, 1964.
- Vuci / Milutin Cihlar Nehajev, Ljubljana, 1974. (priredio i pogovor napisao Krsto Špoljar)
- Izabrani kazališni spisi, Hrvatsko društvo kazališnih kritičara i teatrologa, Teatrologijska biblioteka, knj. 14., Zagreb, 1986. (priredio Nedjeljko Fabrio)
- Vuci / Milutin Cihlar Nehajev, Eminex, Zagreb, 1993.
- Vuci / Milutin Cihlar Nehajev, Zagreb, 1995. (priredio Josip Vončina, naslovnu stranicu i crteže izradio Zvonko Grbašić)
- Bijeg / Milutin Nehajev, Katarina Zrinska, Zagreb, 1996.
- Rakovica: o 125. godišnjici rakovičke bune i 125. godišnjici smrti Eugena Kvaternika / Milutin Nehajev, Karlovac, 1996., (predgovor Anđelko Mijatović), (Pretisak)
- Vuci / Milutin Cihlar Nehajev, Vinkovci, 1997. (priredio Krešimir Nemec)
- Bijeg, Školska knjiga, Zagreb, 2002. (2. izd., 2012.)

## Spomen
- Grad Senj podigao mu je spomenik u Parku pjesnika i stavio spomen-ploču na rodnoj kući.[4]

## Zanimljivosti
- Često je pisao pod pseudonimom, kao što su: Milutin, M. Borišev, -šev, Hajev, H-v, M.H-v, Alpha, Sincerus, Nehajev (i skraćeno Nv).[8]
- Pseudonim Nehajev uzeo je prema senjskoj uskočkoj kuli Nehaj.[8]

## Vanjske poveznice
Mrežna mjesta
- Intelektualni krug Senja  Arhivirana inačica izvorne stranice od 18. prosinca 2021. (Wayback Machine), Gradski muzej Senj, 1999.
- Pripovijetka Kostrenka Milutina Cihlara Nehajeva  Arhivirana inačica izvorne stranice od 15. siječnja 2022. (Wayback Machine), bratovstina-svnikola-svbarbara.hr